# ニューヨーク映画批評家協会賞 主演男優賞
ニューヨーク映画批評家協会賞 主演男優賞は、ニューヨーク映画批評家協会によって、優れた映画男優に贈られる賞のひとつである。
ここの20年（1991年から2010年）のあいだ、1991年の『羊たちの沈黙』のアンソニー・ホプキンス、1995年の『リービング・ラスベガス』のニコラス・ケイジ、1996年の『シャイン』のジェフリー・ラッシュ、2006年の『ラストキング・オブ・スコットランド』のフォレスト・ウィテカー、2007年の『ゼア・ウィル・ビー・ブラッド』のダニエル・デイ・ルイス、2008年の『ミルク』のショーン・ペン、2010年の『英国王のスピーチ』のコリン・ファース、2012年の『リンカーン』のダニエル・デイ・ルイス、2016年の『マンチェスター・バイ・ザ・シー』のケイシー・アフレックの計9回、協会とアカデミー賞の結果が一致している。

## 受賞者

### 1930年代
| 年   | 受賞者                   | 作品名                     | 役名               |
| ---- | ------------------------ | -------------------------- | ------------------ |
| 1935 | チャールズ・ロートン     | 『戦艦バウンティ号の叛乱』 | ウィリアム・ブライ |
| 1935 | チャールズ・ロートン     | 『人生は四十二から』       | Marmaduke Ruggles  |
| 1936 | ウォルター・ヒューストン | 『孔雀夫人』               | Sam Dodsworth      |
| 1937 | ポール・ムニ             | 『ゾラの生涯』             | エミール・ゾラ     |
| 1938 | ジェームズ・キャグニー   | 『汚れた顔の天使』         | ロッキー・サリバン |
| 1939 | ジェームズ・ステュアート | 『スミス都へ行く』         | ジェフ・スミス     |

### 1940年代
| 年   | 受賞者                     | 作品名                               | 役名                                |
| ---- | -------------------------- | ------------------------------------ | ----------------------------------- |
| 1940 | チャールズ・チャップリン   | 『独裁者』                           | アデノイド・ヒンケル/ユダヤ人の床屋 |
| 1941 | ゲイリー・クーパー         | 『ヨーク軍曹』                       | アルヴィン・ヨーク                  |
| 1942 | ジェームズ・キャグニー     | 『ヤンキー・ドゥードゥル・ダンディ』 | George M. Cohan                     |
| 1943 | ポール・ルーカス           | 『ラインの監視』                     | Kurt Muller                         |
| 1944 | バリー・フィッツジェラルド | 『我が道を往く』                     | 神父フィッツギボン                  |
| 1945 | レイ・ミランド             | 『失われた週末』                     | ドン・バーナム                      |
| 1946 | ローレンス・オリヴィエ     | 『ヘンリィ五世』                     | ヘンリィ五世                        |
| 1947 | ウィリアム・パウエル       | 『ライフ・ウィズ・ファーザー』       | Clarence Day, Sr.                   |
| 1947 | ウィリアム・パウエル       | The Senator Was Indiscreet           | Melvin G. Ashton                    |
| 1948 | ローレンス・オリヴィエ     | 『ハムレット』                       | ハムレット                          |
| 1949 | ブロデリック・クロフォード | 『オール・ザ・キングスメン』         | ウィリー・スターク                  |

### 1950年代
| 年   | 受賞者                   | 作品名             | 役名                         |
| ---- | ------------------------ | ------------------ | ---------------------------- |
| 1950 | グレゴリー・ペック       | 『頭上の敵機』     | Frank Savage                 |
| 1951 | アーサー・ケネディ       | Bright Victory     |                              |
| 1952 | ラルフ・リチャードソン   | 『超音ジェット機』 | John Ridgefield              |
| 1953 | バート・ランカスター     | 『地上より永遠に』 | 曹長ウォーデン               |
| 1954 | マーロン・ブランド       | 『波止場』         | テリー                       |
| 1955 | アーネスト・ボーグナイン | 『マーティ』       | マーティ・ピレッティ         |
| 1956 | カーク・ダグラス         | 『炎の人ゴッホ』   | フィンセント・ファン・ゴッホ |
| 1957 | アレック・ギネス         | 『戦場にかける橋』 | ニコルソン大佐               |
| 1958 | デヴィッド・ニーヴン     | 『旅路』           | Angus Pollock                |
| 1959 | ジェームズ・ステュアート | 『或る殺人』       | Paul Biegler                 |

### 1960年代
| 年   | 受賞者                             | 作品名                                | 役名                               |
| ---- | ---------------------------------- | ------------------------------------- | ---------------------------------- |
| 1960 | バート・ランカスター               | 『エルマー・ガントリー/魅せられた男』 | エルマー・ガントリー               |
| 1961 | マクシミリアン・シェル             | 『ニュールンベルグ裁判』              | ハンス・ロルフ                     |
| 1962 | 新聞社ストライキのため受賞者なし。 | 新聞社ストライキのため受賞者なし。    | 新聞社ストライキのため受賞者なし。 |
| 1963 | アルバート・フィニー               | 『トム・ジョーンズの華麗な冒険』      | トム・ジョーンズ                   |
| 1964 | レックス・ハリソン                 | 『マイ・フェア・レディ』              | Henry Higgins                      |
| 1965 | オスカー・ウェルナー               | 『愚か者の船』                        | Willie Schumann                    |
| 1966 | ポール・スコフィールド             | 『わが命つきるとも』                  | トマス・モア                       |
| 1967 | ロッド・スタイガー                 | 『夜の大捜査線』                      | ビル・ギレスピー                   |
| 1968 | アラン・アーキン                   | 『愛すれど心さびしく』                | John Singer                        |
| 1969 | ジョン・ヴォイト                   | 『真夜中のカーボーイ』                | ジョー                             |

### 1970年代
| 年   | 受賞者                 | 作品名                       | 役名                                 |
| ---- | ---------------------- | ---------------------------- | ------------------------------------ |
| 1970 | ジョージ・C・スコット  | 『パットン大戦車軍団』       | ジョージ・パットン米陸軍大将         |
| 1971 | ジーン・ハックマン     | 『フレンチ・コネクション』   | ジミー・ドイル刑事                   |
| 1972 | ローレンス・オリヴィエ | 『探偵スルース』             | Andrew Wyke                          |
| 1973 | マーロン・ブランド     | 『ラストタンゴ・イン・パリ』 | ポール                               |
| 1974 | ジャック・ニコルソン   | 『チャイナタウン』           | ジェイク・ギテス                     |
| 1974 | ジャック・ニコルソン   | 『さらば冬のかもめ』         | ビリー・バダスキー                   |
| 1975 | ジャック・ニコルソン   | 『カッコーの巣の上で』       | ランドル・パトリック・マクマーフィー |
| 1976 | ロバート・デ・ニーロ   | 『タクシードライバー』       | トラヴィス・ビックル                 |
| 1977 | ジョン・ギールグッド   | 『プロビデンス』             | Clive Langham                        |
| 1978 | ジョン・ヴォイト       | 『帰郷』                     | Luke Martin                          |
| 1979 | ダスティン・ホフマン   | 『クレイマー、クレイマー』   | テッド・クレイマー                   |

### 1980年代
| 年   | 受賞者                 | 作品名                                 | 役名                      |
| ---- | ---------------------- | -------------------------------------- | ------------------------- |
| 1980 | ロバート・デ・ニーロ   | 『レイジング・ブル』                   | ジェイク・ラモッタ        |
| 1981 | バート・ランカスター   | 『アトランティック・シティ』           | Lou Pascal                |
| 1982 | ベン・キングズレー     | 『ガンジー』                           | マハトマ・ガンジー        |
| 1983 | ロバート・デュヴァル   | 『テンダー・マーシー』                 | Mac Sledge                |
| 1984 | スティーヴ・マーティン | 『オール・オブ・ミー/突然半身が女に!』 | Roger Cobb                |
| 1985 | ジャック・ニコルソン   | 『女と男の名誉』                       | Charley Partanna          |
| 1986 | ボブ・ホスキンス       | 『モナリザ』                           | George                    |
| 1987 | ジャック・ニコルソン   | 『ブロードキャスト・ニュース』         | Bill Rorich               |
| 1987 | ジャック・ニコルソン   | 『黄昏に燃えて』                       | Francis Phelan            |
| 1987 | ジャック・ニコルソン   | 『イーストウィックの魔女たち』         |                           |
| 1988 | ジェレミー・アイアンズ | 『戦慄の絆』                           | Beverly and Elliot Mantle |
| 1989 | ダニエル・デイ＝ルイス | 『マイ・レフトフット』                 | クリスティ・ブラウン      |

### 1990年代
| 年   | 受賞者                       | 作品名                     | 役名                       |
| ---- | ---------------------------- | -------------------------- | -------------------------- |
| 1990 | ロバート・デ・ニーロ         | 『レナードの朝』           | レナード・ロウ             |
| 1990 | ロバート・デ・ニーロ         | 『グッドフェローズ』       | ジェームズ・コンウェイ     |
| 1991 | アンソニー・ホプキンス       | 『羊たちの沈黙』           | ハンニバル・レクター       |
| 1992 | デンゼル・ワシントン         | 『マルコムX』              | マルコムX                  |
| 1993 | デヴィッド・シューリス       | 『ネイキッド』             | Johnny                     |
| 1994 | ポール・ニューマン           | 『ノーバディーズ・フール』 | Sully Sullivan             |
| 1995 | ニコラス・ケイジ             | 『リービング・ラスベガス』 | ベン・サンダーソン         |
| 1996 | ジェフリー・ラッシュ         | 『シャイン』               | デイヴィッド・ヘルフゴット |
| 1997 | ピーター・フォンダ           | 『木漏れ日の中で』         | Ulysses "Ulee" Jackson     |
| 1998 | ニック・ノルティ             | 『白い刻印』               | Wade Whitehouse            |
| 1999 | リチャード・ファーンズワース | 『ストレイト・ストーリー』 | アルヴィン・ストレイト     |

### 2000年代
| 年   | 受賞者                 | 作品名                                 | 役名                     |
| ---- | ---------------------- | -------------------------------------- | ------------------------ |
| 2000 | トム・ハンクス         | 『キャスト・アウェイ』                 | チャック・ノーランド     |
| 2001 | トム・ウィルキンソン   | 『イン・ザ・ベッドルーム』             | マット・ファウラー       |
| 2002 | ダニエル・デイ＝ルイス | 『ギャング・オブ・ニューヨーク』       | ビル・ザ・ブッチャー     |
| 2003 | ビル・マーレイ         | 『ロスト・イン・トランスレーション』   | ボブ・ハリス             |
| 2004 | ポール・ジアマッティ   | 『サイドウェイ』                       | マイルス                 |
| 2005 | ヒース・レジャー       | 『ブロークバック・マウンテン』         | イニス・デル・マー       |
| 2006 | フォレスト・ウィテカー | 『ラストキング・オブ・スコットランド』 | イディ・アミン           |
| 2007 | ダニエル・デイ＝ルイス | 『ゼア・ウィル・ビー・ブラッド』       | ダニエル・プレインビュー |
| 2008 | ショーン・ペン         | 『ミルク』                             | ハーヴェイ・ミルク       |
| 2009 | ジョージ・クルーニー   | 『マイレージ、マイライフ』             | ライアン・ビンガム       |
| 2009 | ジョージ・クルーニー   | 『ファンタスティック Mr.FOX』          | Mr.フォックス            |

### 2010年代
| 年   | 受賞者                   | 作品名                                  | 役名                                     |
| ---- | ------------------------ | --------------------------------------- | ---------------------------------------- |
| 2010 | コリン・ファース         | 『英国王のスピーチ』                    | ジョージ6世                              |
| 2011 | ブラッド・ピット         | 『マネーボール』                        | ビリー・ビーン                           |
| 2011 | ブラッド・ピット         | 『ツリー・オブ・ライフ』                | オブライエン                             |
| 2012 | ダニエル・デイ＝ルイス   | 『リンカーン』                          | エイブラハム・リンカーン                 |
| 2013 | ロバート・レッドフォード | 『オール・イズ・ロスト 〜最後の手紙〜』 | 「我らの男」                             |
| 2014 | ティモシー・スポール     | 『ターナー、光に愛を求めて』            | ジョゼフ・マロード・ウィリアム・ターナー |
| 2015 | マイケル・キートン       | 『スポットライト 世紀のスクープ』       | ウォルター・V・ロビンソン                |
| 2016 | ケイシー・アフレック     | 『マンチェスター・バイ・ザ・シー』      | リー・チャンドラー                       |
| 2017 | ティモシー・シャラメ     | 『君の名前で僕を呼んで』                | エリオ・パールマン                       |
| 2018 | イーサン・ホーク         | 『魂のゆくえ』                          | エルンスト・トラー牧師                   |
| 2019 | アントニオ・バンデラス   | 『ペイン・アンド・グローリー』          | サルバドール・マッロー                   |

### 2020年代
| 年   | 受賞者                       | 作品名                       | 役名                         |
| ---- | ---------------------------- | ---------------------------- | ---------------------------- |
| 2020 | デルロイ・リンドー           | 『ザ・ファイブ・ブラッズ』   | ポール                       |
| 2021 | ベネディクト・カンバーバッチ | 『パワー・オブ・ザ・ドッグ』 | フィル・バーバンク           |
| 2022 | コリン・ファレル             | 『イニシェリン島の精霊』     | パードリック・スーラウォーン |
| 2022 | コリン・ファレル             | 『アフター・ヤン』           | ジェイク                     |
| 2023 | フランツ・ロゴフスキ         | 『パッセージ』               | トーマス・フライブルク       |